# Rappresentanti dell'Alaska
L'Alaska è rappresentata alla Camera dei rappresentanti degli Stati Uniti da un solo delegato, eletto nel distretto che copre l'intero stato; l'elezione avviene con il sistema first-past-the-post ogni due anni. Sia nella sua esistenza come Territorio, che come stato (dal 1959), la rappresentanza alla Camera, che è proporzionale alla popolazione dello stato, è sempre stata pari ad un delegato; questa corrisponde alla rappresentanza minima accordata agli stati alla Camera e tale numero è stato confermato anche dall'ultimo censimento del 2020.

## Elenco

### Distretto congressualeat-largedel Territorio dell'Alaska
| N.                                                                | Foto    | Rappresentante        | Partito | Partito      | Carica          | Carica         | Congresso                        | Mandati | Elezioni                                                             |
| N.                                                                | Foto    | Rappresentante        | Partito | Partito      | Inizio          | Termine        | Congresso                        | Mandati | Elezioni                                                             |
| ----------------------------------------------------------------- | ------- | --------------------- | ------- | ------------ | --------------- | -------------- | -------------------------------- | ------- | -------------------------------------------------------------------- |
| 1                                                                 |         | Frank Hinman Waskey   |         | Democratico  | 3 dicembre 1906 | 3 marzo 1907   | 59                               | 1⁄2     | 1906 Non ricandidatosi                                               |
| 2                                                                 |         | Thomas Cale           |         | Indipendente | 4 marzo 1907    | 3 marzo 1909   | 60                               | 1       | 1906 Non ricandidatosi                                               |
| 3                                                                 |         | James Wickersham      |         | Repubblicano | 4 marzo 1909    | 3 marzo 1917   | 61 · 62 · 63 · 64                | 4       | 1908 · 1910 · 1912 · 1914 Perse la rielezione                        |
| 4                                                                 |         | Charles August Sulzer |         | Democratico  | 4 marzo 1917    | 7 gennaio 1919 | 65                               | 1⁄2     | 1916 Elezione contestata                                             |
| 5                                                                 |         | James Wickersham      |         | Repubblicano | 7 gennaio 1919  | 3 marzo 1919   | 65                               | 1⁄2     | Vinse elezione contestata                                            |
| 6                                                                 |         | Charles August Sulzer |         | Democratico  | 4 marzo 1919    | 28 aprile 1919 | 66                               | 1⁄2     | 1918 Deceduto                                                        |
| Vacante                                                           | Vacante | Vacante               | Vacante | Vacante      | 28 aprile 1919  | 3 giugno 1920  | 66                               |         |                                                                      |
| 7                                                                 |         | George Barnes Grigsby |         | Democratico  | 3 giugno 1920   | 1º marzo 1921  | 66                               | 1⁄2     | Eletto per terminare il mandato di Sulzer Elezione contestata        |
| 8                                                                 |         | James Wickersham      |         | Repubblicano | 1º marzo 1921   | 3 marzo 1921   | 66                               | 1⁄2     | Vinse elezione contestata Non ricandidatosi                          |
| 9                                                                 |         | Daniel Sutherland     |         | Repubblicano | 4 marzo 1921    | 3 marzo 1931   | 67 · 68 · 69 · 70 · 71           | 5       | 1920 · 1922 · 1924 · 1926 · 1928 Non ricandidatosi                   |
| 10                                                                |         | James Wickersham      |         | Repubblicano | 4 marzo 1931    | 3 marzo 1933   | 72                               | 1       | 1930 Perse la rielezione                                             |
| 11                                                                |         | Anthony Dimond        |         | Democratico  | 4 marzo 1933    | 3 gennaio 1945 | 73 · 74 · 75 · 76 · 77 · 78      | 6       | 1932 · 1934 · 1936 · 1938 · 1940 · 1942 Non ricandidatosi            |
| 12                                                                |         | Bob Bartlett          |         | Democratico  | 3 gennaio 1945  | 3 gennaio 1959 | 79 · 80 · 81 · 82 · 83 · 84 · 85 | 7       | 1944 · 1946 · 1948 · 1950 · 1952 · 1954 · 1956 Candidatosi al Senato |
| Distretto eliminato con l'ammissione all'Unione il 3 gennaio 1959 |         |                       |         |              |                 |                |                                  |         |                                                                      |

### Distretto congressualeat-large
| N.                                                                      | Foto    | Rappresentante    | Partito | Partito          | Carica            | Carica            | Congresso | Mandati | Elezioni |
| N.                                                                      | Foto    | Rappresentante    | Partito | Partito          | Inizio            | Termine           | Congresso | Mandati | Elezioni |
| ----------------------------------------------------------------------- | ------- | ----------------- | ------- | ---------------- | ----------------- | ----------------- | --- | ------- | --- |
| Il distretto venne creato il 3 gennaio 1959 con l'ammissione all'Unione |         |                   |         |                  |                   |                   | |         | |
| 1                                                                       |         | Ralph J. Rivers   |         | Democratico      | 3 gennaio 1959    | 30 dicembre 1966  | 86 · 87 · 88 · 89 | 4       | 1958 · 1960 · 1962 · 1964 Perse la rielezione e si dimise |
| Vacante                                                                 | Vacante | Vacante           | Vacante | Vacante          | 30 dicembre 1966  | 3 gennaio 1967    | 89 |         | |
| 2                                                                       |         | Howard W. Pollock |         | Repubblicano     | 3 gennaio 1967    | 3 gennaio 1971    | 90 · 91 | 2       | 1966 · 1968 Non ricandidatosi |
| 3                                                                       |         | Nick Begich       |         | Democratico      | 3 gennaio 1971    | 29 dicembre 1972  | 92 | 1⁄2     | 1970 · Eletto nel 1972 nonostante scomparso in incidente aereo |
| Vacante                                                                 | Vacante | Vacante           | Vacante | 29 dicembre 1972 | 6 marzo 1973      | 92 · 93           | |         | |
| 4                                                                       |         | Don Young         |         | Repubblicano     | 6 marzo 1973      | 18 marzo 2022     | 93 · 94 · 95 · 96 · 97 · 98 · 99 · 100 · 101 · 102 · 103 · 104 · 105 · 106 · 107 · 108 · 109 · 110 · 111 · 112 · 113 · 114 · 115 · 116 · 117 | 23 1⁄2  | Eletto per terminare il mandato di Begich · 1974 · 1976 · 1978 · 1980 · 1982 · 1984 · 1986 · 1988 · 1990 · 1992 · 1994 · 1996 · 1998 · 2000 · 2002 · 2004 · 2006 · 2008 · 2010 · 2012 · 2014 · 2016 · 2018 · 2020 Deceduto |
| Vacante                                                                 | Vacante | Vacante           | Vacante | Vacante          | 18 marzo 2022     | 13 settembre 2022 | 117 |         | |
| 5                                                                       |         | Mary Peltola      |         | Democratico      | 13 settembre 2022 | 3 gennaio 2025    | 117 · 118 | 1 1⁄2   | Eletta per terminare il mandato di Young · 2022 Perse la rielezione |
| 6                                                                       |         | Nick Begich III   |         | Repubblicano     | 3 gennaio 2025    |                   | 119 | 1       | 2024 |